# Alchemy
Alchemy je první sólové studiové album amerického kytaristy a zpěváka Richarda Lloyda. Vyšlo roku 1979, tedy rok poté, co se rozpadla Lloydova kapela Television. Na albu se podílel například kytarista James Mastro (pozdější člen The Bongos) a také Lloydův spolupracovník z Television, baskytarista Fred Smith. Producentem alba byl Michael Young, který později na desku přidal také syntezátory a další kytarové party. Lloyd později uvedl, že s tím v té době nesouhlasil.

## Seznam skladeb
| Pořadí | Název                    | Autor                                     | Délka |
| ------ | ------------------------ | ----------------------------------------- | ----- |
| 1.     | Misty Eyes               | Richard Lloyd                             | 3:51  |
| 2.     | In the Night             | Lloyd                                     | 3:43  |
| 3.     | Alchemy                  | Lloyd                                     | 3:50  |
| 4.     | Woman's Ways             | Lloyd                                     | 3:14  |
| 5.     | Number Nine              | Lloyd                                     | 2:51  |
| 6.     | Should Have Known Better | Vinny DeNunzio, Lloyd                     | 2:52  |
| 7.     | Blue and Grey            | Lloyd                                     | 3:35  |
| 8.     | Summer Rain              | Lloyd                                     | 3:17  |
| 9.     | Pretend                  | DeNunzio, Lloyd, James Mastro, Fred Smith | 4:11  |
| 10.    | Dying Words              | Lloyd                                     | 4:20  |

## Obsazení
- Richard Lloyd – kytara, zpěv, klavír, harmonika
- James Mastro – kytara
- Matthew McKenzie – kytara, doprovodné vokály, klavír
- Fred Smith – baskytara, doprovodné vokály
- Vinny DeNunzio – bicí, doprovodné vokály
- Michael Young – kytara, syntezátor